# Lira da gamba

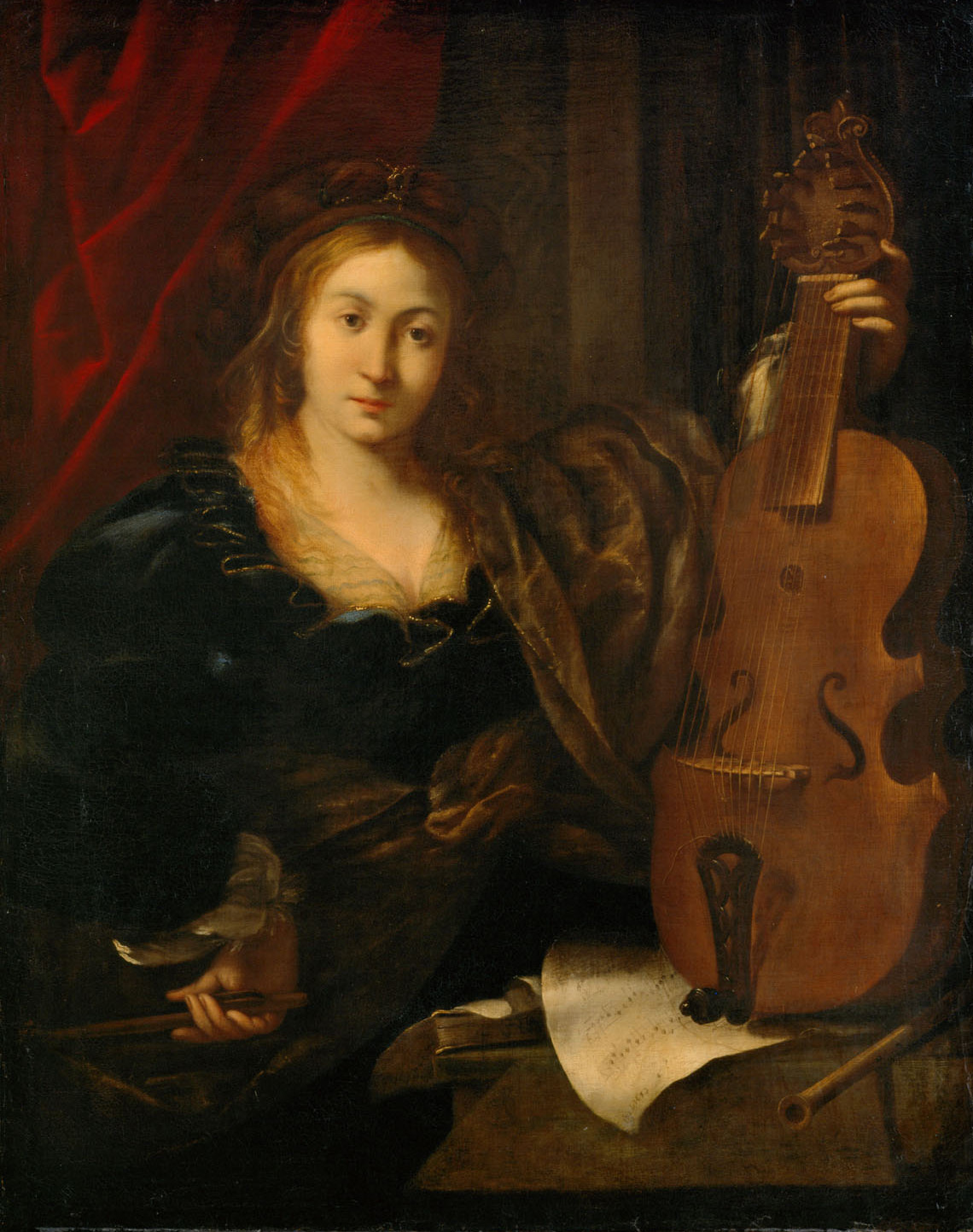
Dziewczyna z lirą da gamba (1653) – obraz Ferdinanda Bola

Lira da gamba, lirone, lira kolanowa, lyra imperfecta – dawny instrument muzyczny smyczkowy, wykształcony i rozpowszechniony głównie we Włoszech, w epokach renesansu i wczesnego baroku. Większa gabarytowo, tenorowa lub basowa odmiana liry da braccio.
Pierwsze wzmiankowanie liry da gamba pochodzi z 1505, od Atalante’a Migliorottiego.
Korpus instrumentu miał rozmiary i kształt korpusów wiolonczeli lub kontrabasu, wzorowany był na violi da braccio. Miał niskie boczki, płaską płytę dolną, krótką szyjkę z naklejoną podstrunnicą, kilka jelitowych progów i deskę kołkową (główkę) w kształcie liścia. Kołki zamontowane były frontalnie. Podstawek (mostek) był tylko lekko wyoblony. Płyta wierzchnia miała trzy otwory rezonansowe: dwa esowate, efowate lub w kształcie litery C, oraz okrągły z rozetką nawiązującą do lutni.
Podczas gry trzymano ją między kolanami.
Lirone miała 9 do 20 strun melodycznych strojonych w kwartach, kwintach i oktawach. Oprócz nich, podobnie jak lira da braccio, miała kilka (zazwyczaj dwie) współbrzmiących rezonansowo ze strunami melodycznymi strun burdonowych (niskobrzmiących) – rozciagniętych obok podstrunnicy, nieskracanych. Charakterystyczny strój instrumentu, nazywany w języku angielskim reentrant tuning, oraz konstrukcja podstawku umożliwiały smyczkowanie trzech do sześciu strun jedcześnie. Przykładowy strój instrumentu 15-strunowego:
c, c1, d, d1, g, g1, d1, a, e1, h, fis1, cis1, gis1, dis1, ais1, i 10-strunowego: G, g, c, c1, g, d1, a, e1, h, fis1.
Na lirze da gamba akompaniowano recytacjom utworów lirycznych. Grali na niej m.in. Giulio Caccini i Alessandro Striggio. Ze względu na szeroką skalę dźwięków, wykorzystywano ją w różnych formach muzycznych, m.in. frottolach, operach i oratoriach, jednak ograniczone możliwości wyrazowe i artykulacyjne nie pozwoliły jej długo zajmować miejsca w orkiestrze; w połowie XVII wyszła z użycia. Zanim to nastąpiło, weszła m.in. w skład rozbudowanych orkiestr akompaniujących śpiewakom wykonujących kompozycje Orlanda di Lasso.
Do współczesności zachowało się siedem egzemplarzy instrumentu – najstarsze z połowy XVI wieku.